# Hoe (potrawa)
Hoe (kor.  회; 膾/鱠; IPA: /hø/ lub /hwe/) – koreańskie danie głównie przyrządzane z cienko pokrojonej, surowej ryby, podawane razem z wieloma dodatkami lub innymi surowymi owocami morza. Zazwyczaj je się tę rybę maczając ją w pikantnym sosie gochujang i zawijając w liście sałaty lub sezamu. Występuje w wielu odmianach. Hoe uważane jest za odpowiednik japońskiego sashimi.

## Odmiany
Odmiany tego dania można podzielić na surowe hoe (회) i blanszowane sukhoe (숙회).

### Surowe
Hoe (회), danie z surowej ryby lub mięsa, można podzielić na saengseon-hoe (생선회) – filetowaną surową rybę i yukhoe (육회) – cienko pokrojone surowe mięso. Saengseon-hoe może być przyrządzane ze świeżej ryby (hwareo-hoe (활어회)) lub przy użyciu starszej ryby (seoneo-hoe (선어회)). Mulhoe (물회) to zupa z surowych ryb podawana na zimno.
- Baemjangeo-hoe (kor. 뱀장어회) – węgorz japoński
- Baendaengi-hoe (kor. 밴댕이회) – sardynela japońska
- Bangeo-hoe (kor. 방어회) – seriola quinqueradiata
- Bungeo-hoe (kor. 붕어회) – karaś pospolity
- Daegu-hoe (kor. 대구회) – dorsz pacyficzny
- Dorumuk-hoe (kor. 도루묵회) – wargowłos japoński
- Gaebul-hoe (kor. 개불회) – urechis unicinctus
- Gajami-hoe (kor. 가자미회) – flądrowate
- Gamulchi-hoe (kor. 가물치회) – channa argus
- Ge-hoe (kor. 게회) – kraby
- Gul-hoe (kor. 굴회) – ostrygi
- Gwangeo-hoe (kor. 광어회) – paralichthys olivaceus
- Haesam-hoe (kor. 해삼회) – strzykwy
- Hongeo-hoe (kor. 홍어회) – okamejei kenojei
- Ingeo-hoe (kor. 잉어회) – karp
- Jari-hoe (kor. 자리회) – chromis notata
- Jogae-hoe (kor. 조개회) – małże
- Jogi-hoe (kor. 조기회) – larimichthys polyactis
- Junchi-hoe (kor. 준치회) – ilisza smukła
- Mineo-hoe (kor. 민어회) – miichthys miiuy
- Muneo-hoe (kor. 문어회) – ośmiornica olbrzymia
- Myeongtae-hoe (kor. 명태회) – mintaj
- Nakji-hoe (kor. 낙지회) – octopus minor
- Nongeo-hoe (kor. 농어회) – lateolabrax japonicus
- Saengbok-hoe (kor. 생복회) – abalone
- San-nakji (kor. 산낙지) – octopus minor
- Ssogari-hoe (kor. 쏘가리회) – siniperca scherzeri
- Sungeo-hoe (kor. 숭어회) – cefal

### Blanszowane
Sukhoe (숙회) to blanszowane danie rybne, owoce morza, mięso lub warzywa. Ganghoe (강회) to danie ze zrolowanych i związanych pasków blanszowanych warzyw, takich jak oenanthe javanica lub czosnek.